# Aberdeen
Aberdeen [æbəˈdiːn] (sco.: Aiberdeen [ebərˈdin]; schottisch-gälisch: Obar Dheathain [ˈopər ˈʝɛhɪn], „Mündung des Don“, amtlich City of Aberdeen) ist eine Stadt im Nordosten von Schottland im Vereinigten Königreich.
Die Stadt ist eine der 32 Council Areas in Schottland und hat zwei Universitäten, von denen die Universität Aberdeen im Jahr 1495 als dritte Universität in Schottland gegründet wurde. Studenten machen rund zehn Prozent der Bevölkerung aus.
Bedeutend ist die Stadt seit dem 12. Jahrhundert. Typisch für das Stadtbild ist der silbergraue Granit aus den ehemals umliegenden Steinbrüchen. Wenn die Sonne scheint, beginnt der Glimmeranteil im Granit zu glitzern, weshalb Aberdeen auch gerne Silver City genannt wird; oder Flower City, denn dank ihrer Blumenanlagen hat die Stadt wiederholt den Wettbewerb Britain in Bloom gewonnen. Seit Anfang der 1970er Jahre die ersten Ölfelder in der Nordsee erschlossen wurden, entwickelte sich die Hafenmetropole schnell zum Hauptversorgungszentrum für die Offshore-Plattformen. Bei guter Sicht konnte man die Erdölbohr-Plattformen vor der Küste mit bloßem Auge sehen.

## Geografie
Aberdeen liegt an den Mündungen der Flüsse Dee und Don. Mit etwa 224.190 Einwohnern (Stand: 2022) ist Aberdeen die drittgrößte Stadt Schottlands.
Old Aberdeen hat die ungefähr gleiche Lage wie Aberdon, die erste Ansiedlung von Aberdeen. Aberdon bedeutet wörtlich an der Mündung des Don (… im Meer) in Bezug auf die örtlichen Flüsse. Der heutige Name bedeutet wörtlich zwischen Dee und Don (des zweiten örtlichen Flusses). Das keltische Präfix Aber- bedeutet Zusammenfluss von in Bezug auf die Flüsse.

## Geschichte
Das Gebiet von Aberdeen ist nachweisbar seit mindestens 8000 Jahren von Menschen besiedelt. Zu Beginn des 3. Jahrtausends v. Chr. breiteten sich überall die Becher-Kulturen aus. Man bezeichnete sie in der Frühzeit auch als Schnurkeramische Kultur. Deutliche Belege für eine Besiedlung in dieser Zeit sind geheimnisvolle Steinkreise im Raum Aberdeenshire. 400 v. Chr. setzte die keltische Migration aus dem südlichen Schottland ein. Die Römer kamen nach Aberdeenshire im 1. Jahrhundert n. Chr. Agricola, der römische Statthalter von Britannia, führte im Jahre 84 n. Chr. eine Truppe von rund 40.000 Soldaten nach Kaledonien. Sie kämpften und schlugen die vereinigten Armeen der Pikten in der Schlacht von Mons Graupius, in der Nähe der Spitze Bennachie in Aberdeenshire.
Das genaue Gründungsdatum von Aberdeen ist nicht bekannt. Aber es ist überliefert, dass St. Machar hier im Jahre 580 n. Chr. eine keltische Kapelle schuf. Zunächst entstanden zwei getrennte Siedlungen, die sogenannten Burghs oder Boroughs: Old Aberdeen an der Mündung des Flusses Don und New Aberdeen, als Fischerei- und Handelszentrum, an der Mündung des Flusses Denburn in den Dee. Malcolm III. baute die Siedlungen zur Stadt aus. Sein Sohn Alexander I. ernannte Aberdeen im 11. Jahrhundert zu seiner Hauptresidenz. Wilhelm der Löwe (Wilhelm I.) verlieh den Bürgern von Aberdeen im Jahre 1179 die Rechte einer freien Hanse und bestätigte die Unabhängigkeit für David I. über das Territorium.

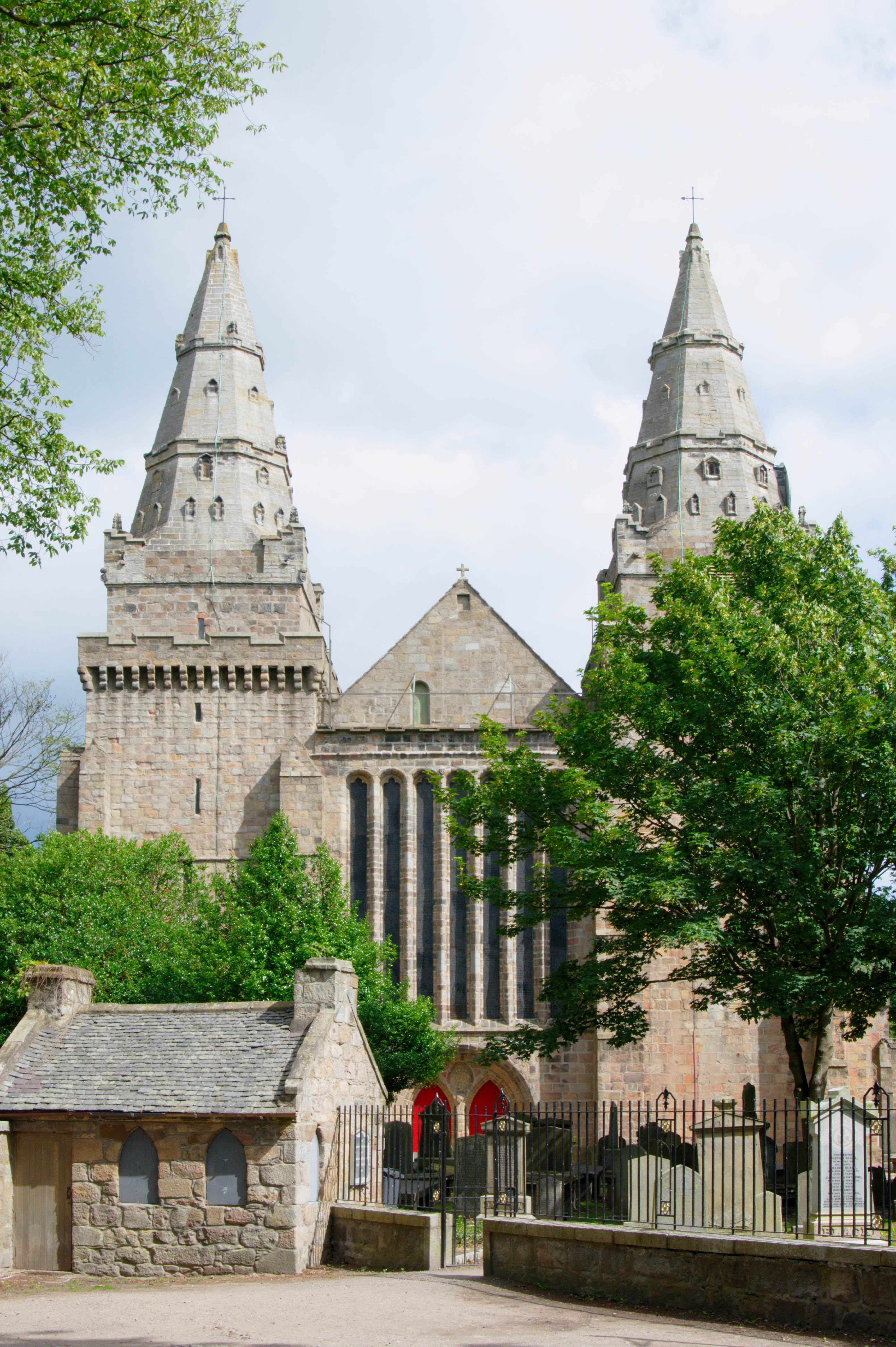
St. Machar’s Cathedral (15. Jahrhundert), Westseite

Während der Schottischen Unabhängigkeitskriege gegen England war Robert Bruce Anführer der aufständischen Schotten. Zu dieser Zeit stand Aberdeen unter englischer Herrschaft, Robert Bruce zerstörte nach langer Belagerung die Burg. Im Jahr 1308 folgte das Massaker in der englischen Garnison und die Rückeroberung von Aberdeen für die Bürger. Die Magna Charta von Robert the Bruce, die für Unterstützungsleistungen der Aberdonians im Krieg verliehen wurde, verwandelte Aberdeen in eine besitzende und finanziell unabhängige Gemeinde. Mit dem Freibrief wurde der Stadt Farmland und der nahe gelegenen Wald von Stocket mit Jagdrevier zugewiesen und sicherte somit das Einkommen der Stadt. Im gleichen Zuge wurde der Stadt das Wappen mit dem Motto Bon Accord (für die gute Übereinstimmung) verliehen.
Die Stadt wurde auf Befehl von Eduard III. im Jahre 1336 niedergebrannt und nach den Unruhen umgebaut und erweitert. Damit wurde das so genannte Neue Aberdeen geschaffen. Die Stadt war stark befestigt, um Angriffe von benachbarten Herren zu verhindern. In den Kriegen der drei Königreiche von 1644 bis 1647 wurde die Stadt unparteiisch von beiden Seiten geplündert. Im Jahre 1644 wurde Aberdeen von königlichen Truppen erobert und nach der Schlacht geplündert. Im Jahre 1647 tötete ein Ausbruch der Pest ein Viertel der Bevölkerung.
Im 18. Jahrhundert wurde ein neues Rathaus gebaut und elegant eingerichtet. Die ersten sozialen Einrichtungen entstanden mit dem Bau des Ambulatorium am Woolmanhill im Jahr 1742 und 1779 dem des Irrenhauses. Zu dieser Zeit wurden die wichtigsten Verkehrsadern George Street, King Street und Union Street ausgebaut. 1770 wurden die Stadttore entfernt.
Während der Industriellen Revolution wurden große Textilfabriken und Papiermühlen in Aberdeen gebaut. Die auf den Werften von Footdee gebauten Klipper galten als schnellste Segelschiffe ihrer Zeit. Durch den Bau von Dampfschiffen ergaben sich neue Wachstumschancen für die Fischerei und es wurden mächtige Trawlerflotten für den Fang von Hering, Dorsch und Schellfisch aufgestellt. Im 19. Jahrhundert erhielt die aufstrebende Hafenmetropole durch die beiden Stadtplaner Archibald Simpson und John Smith um die Union Street neue Verwaltungsgebäude und Wohnraum, es wurde der Stadt ein Herz aus dem heimischen Granit geschaffen. Mit der Entwicklung des Schiffbaus und der Fischerei wurden die bestehenden Häfen Victoria Dock, Breakwater im Süden und North Pier erweitert. Das teure Infrastrukturprogramm hatte Auswirkungen, 1817 wurde die Stadt bankrott. Gas-Straßenbeleuchtung kam im Jahr 1824. 1830 wurde eine verbesserte Wasserversorgung geschaffen, indem das Wasser aus dem Dee in einen Stausee am Union Place gepumpt wurde. 1865 ersetzte ein unterirdisches Kanalsystem die offenen Abwasserkanäle, gleichzeitig wurde mit einer Brücke das Denburn Tal von der Union Street überspannt, das Bauwerk besteht aus einem einzigen Bogen mit einer Spannweite von 40 m. Als Hafenstadt wird Aberdeen in Schottland nur von Glasgow und Greenock übertroffen, denn es besaß im Jahre 1883 206 Seeschiffe mit einer Kapazität von 108.128 Bruttoregistertonnen und 508 Fischerbooten. 1883 liefen in den Hafen von Aberdeen 2514 Schiffe mit 638.897 t Ladung ein; die Ausfuhr belief sich auf 73.393, die Einfuhr auf 853.078 Pfund Sterling. Die vorzügliche Hafenanlagen und Eisenbahnverbindung förderten den Handel. Zur Ausfuhr kamen außer den industriellen Erzeugnissen der Stadt vornehmlich Heringe (1882: 82.407 t, 1883: 45.667 t), dann noch Rindvieh, Lachse, Fische, Eier, Butter, Gemüse u. a.
1860 entstand die Universität durch Zusammenschluss des 1494 gegründeten King’s College und des 1593 gegründeten Marischal College.
Der Zusammenschluss der Stadtteile erfolgte im Jahre 1891. Das neue geschlossene Stadtgebiet umfasst nun die früheren Burghs Old Aberdeen, New Aberdeen, Woodside und die Royal Burgh of Torry südlich des Dee-Flusses. Im Zweiten Weltkrieg erfolgten 24 deutsche Luftangriffe auf die Stadt. Nach dem Zweiten Weltkrieg wurde ein Straßenbahnsystem geschaffen, der Betrieb wurde im Jahr 1958 aber wieder eingestellt. Im Jahre 1964 trat Aberdeen nach einem Typhusausbruch infolge des Verkaufs von verseuchtem Fleisch aus dem Geschäft der Firma William Low & Co. aus der Union Street in die Schlagzeilen. 1969 wurde mit Montrose Field das erste britische Ölfeld vor der schottischen Ostküste erschlossen – 2003 waren über 120 Öl- und Gasfelder in Produktion. Es entstand um die Stadt ein Ring neuer Siedlungen, die Einwohnerzahl verdoppelte sich. Heute verzeichnet die Boomtown mit knapp drei Prozent die niedrigste Arbeitslosenquote im Vereinigten Königreich.

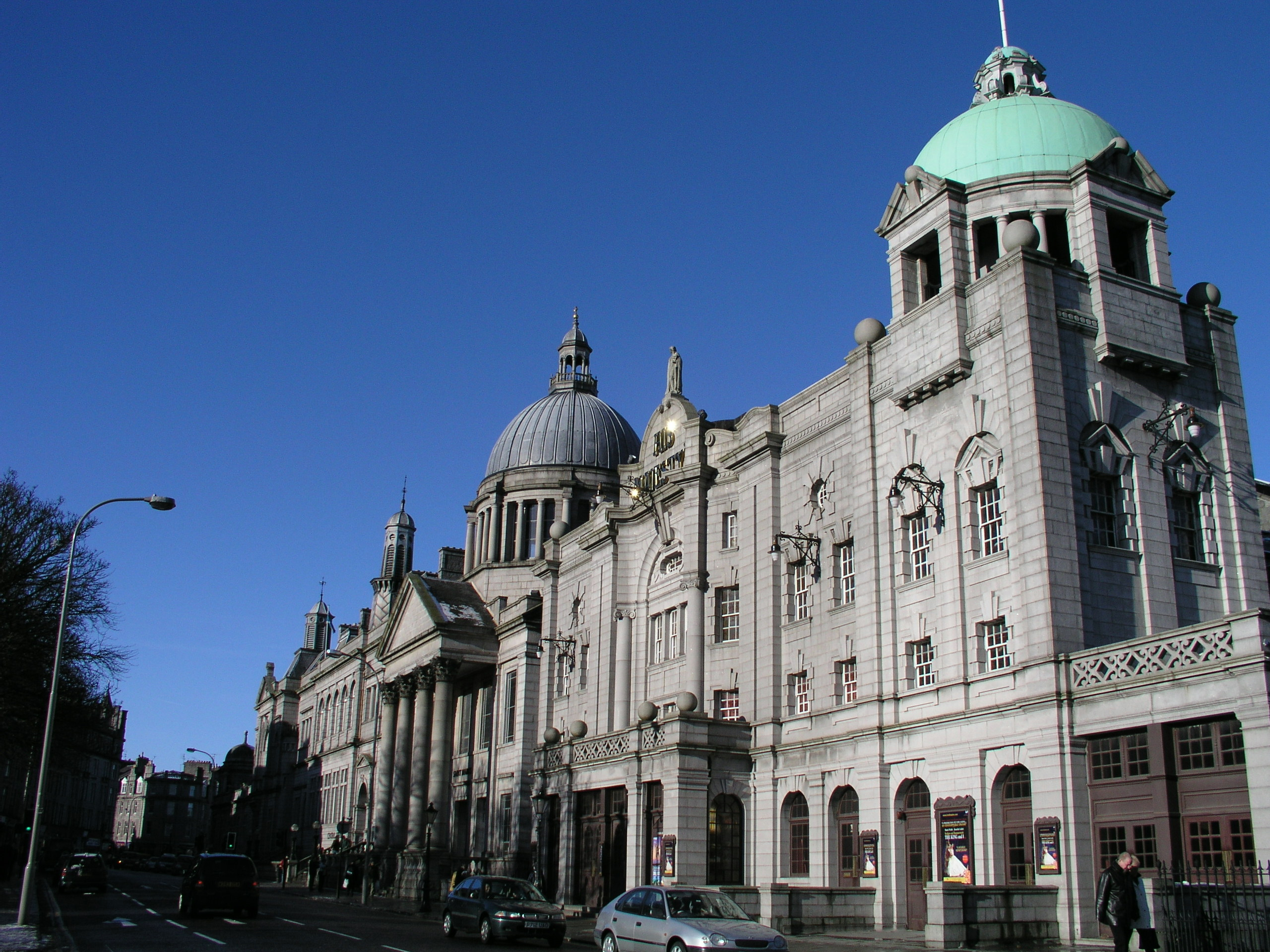
Das Theater von Aberdeen

## Kultur
Europas Ölhauptstadt besitzt Einkaufsmöglichkeiten, vor allem in der Union Street und ihren Nebenstraßen. Zentrum des studentischen Lebens ist das mittelalterliche Old Aberdeen. An der Uferpromenade befindet sich ein Wellenbad. Im His Majesty’s Theatre im Rosemount Viaduct werden Ballett, Oper, Musicals und Theater als Gastspiele auswärtiger Bühnen gegeben, das in Glasgow ansässige Royal Scottish National Orchestra gastiert in der Music Hall an der Union Street. Für experimentierfreudige Inszenierungen sind das Arts Centre & Theatre in der King Street und The Lemon Tree, 5 West North Street, bekannt. Hier wird im Sommer auch das Aberdeen International Youth Festival mit Folk Dance, Jazz und Rock veranstaltet.
Aberdeen ist die Stadt des NuArt Festivals, das Straßenkunst in der Stadt präsentiert. Das Festival findet seit 2017 statt. NuArt Aberdeen ist das einzige Straßenkunstfestival in Schottland und eines der führenden Festivals seiner Art im Vereinigten Königreich. Das mehrfach preisgekrönte Festival bietet lokalen, nationalen und internationalen Künstlern eine Plattform, um ihre Werke zu präsentieren und mit Unterstützung lokaler Künstler große und kleine Wandbilder, Skulpturen und Interventionen zu schaffen, die mit der Stadt, ihrer Umgebung und ihrer Geschichte in Verbindung stehen.

## Sehenswürdigkeiten

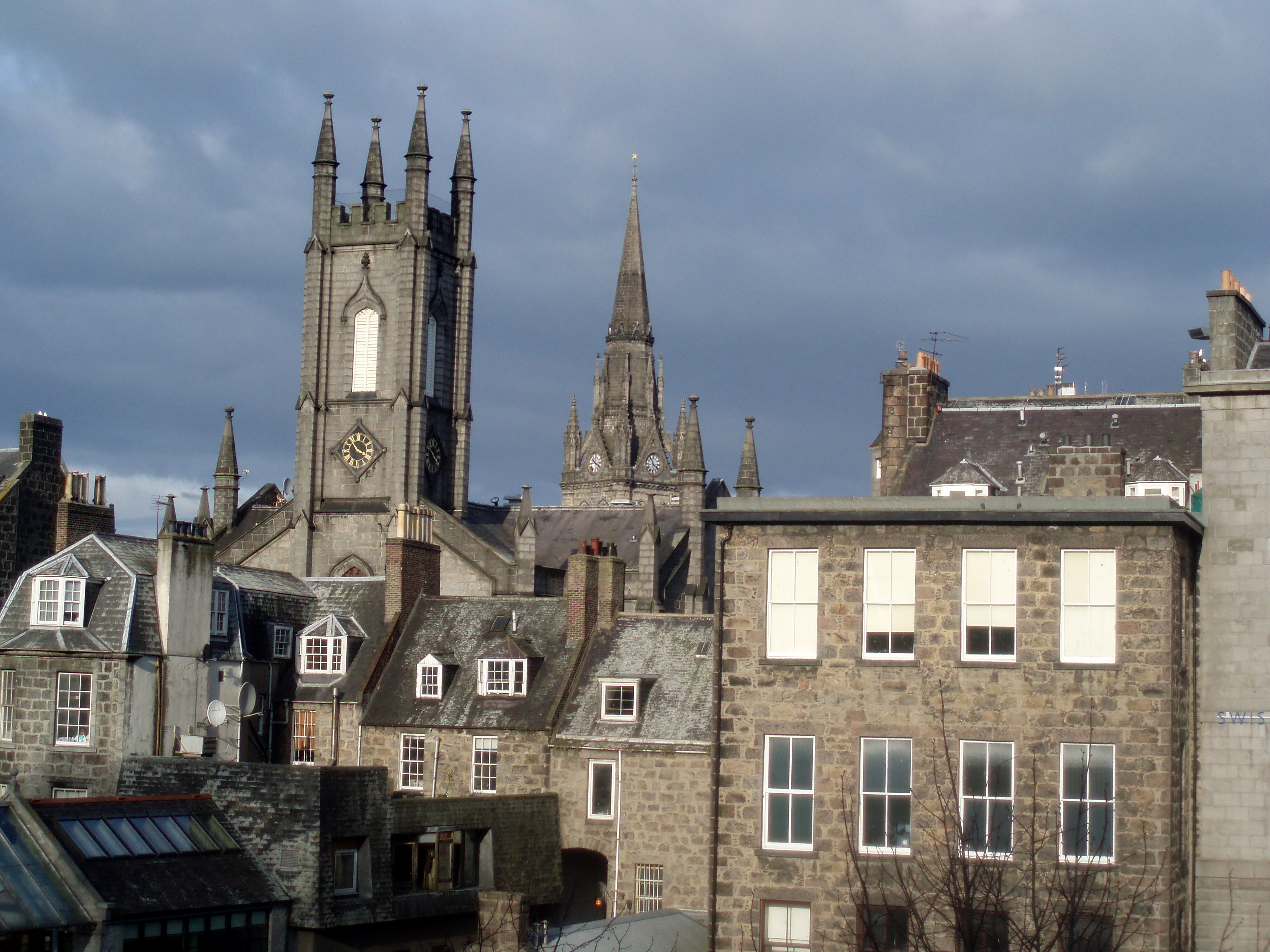
Silver City Aberdeen

### Bauwerke
- Castle Street: An der Castle Street symbolisiert das Market Cross mit dem schottischen Einhorn das mittelalterliche Marktrecht. Die Porträtmedaille auf dem 1686 errichteten Stadtkreuz zeigen die Stuartmonarchen von Jakob I. bis Maria Stuart.
- Old Aberdeen: Knapp drei Kilometer nördlich liegt am Ufer des Don die kopfsteingepflasterte Altstadt. Old Aberdeen war zur Zeit der ältesten erhaltenen königlichen Urkunde von 1179 bereits gut ausgebaut und wurde bald darauf durch die Gründung einer königlichen Münzprägestätte aufgewertet. Das mittelalterliche Aberdeen bestand aus Holz- und Flechtwerkhäusern, kleinen Höfen und armseligen Hütten, die auf drei kleinen Sand- und Kieshügeln (Castlehill, Gallowgate Hill und St. Katharine’s Hill) standen und von kleinen Lochs und anderen Hügeln umgeben waren. Der südliche Teil der High Street wird von der Krone der King’s College Chapel dominiert, die als erstes Gebäude der Universität 1505 fertiggestellt wurde. Es ist das einzige Gebäude, das von Bischof Elphinstones ursprünglicher Gründung 1495 übrig geblieben ist.[12] Bis zum 19. Jahrhundert besaß Old Aberdeen eigenes Marktrecht. Heute ist das unter Denkmalschutz gestellte Viertel mit Gebäuden aus dem Jahr 1641 bevorzugter Treffpunkt der Studenten.
- St Machar’s Cathedral: Die Kathedrale der Church of Scotland an der Chanonry in Old Aberdeen entstand Mitte des 12. Jahrhunderts an der Stelle eines keltischen Kirchleins, das der hl. Machar im 6. Jahrhundert gegründet haben soll. Auffallend an dem 1440 von Bischof Leighton geweihten Granitbau sind die beiden Westtürme mit Sandsteinspitzen, 1518–1530 unter Bischof Dunbar angefertigt. Er gab auch 1520 die Eichendecke im Hauptschiff mit den Wappen europäischer Könige in Auftrag. Beide Kirchenväter sind hier beigesetzt.
- Weitere Kathedralen in der Stadt sind die Cathedral of St. Mary of the Assumption (Maria Himmelfahrt) des römisch-katholischen Bistums Aberdeen, die 1860 errichtet wurde, und die St Andrew’s Cathedral der Scottish Episcopal Church, die Anfang des 19. Jahrhunderts erbaut wurde und in den schottischen Denkmallisten in der höchsten Denkmalkategorie A[13] gelistet ist.
- St Margaret of Scotland Chapel, profaniert
- Brig o’Balgownie: Durch den Seaton Park gelangt man zur mittelalterlichen Brücke über den Don, die 1320 auf Befehl von Robert the Bruce errichtet wurde. Bis ins 19. Jahrhundert war sie der einzige nördliche Zugang zur Stadt.
- Brig o’Dee: Am anderen Ende der Stadt passiert man die 1842 verbreiterte siebenbogige Brücke. Bischof Dunbar ließ sie bereits 1520 bis 1527 erbauen und mit Wappen und Inschriften versehen.
- Marischal College: Beachtliche Granitbauten der Architekten Archibald Simpson, William Smith und James Matthew säumen die Union Street. Eines ist 1593 von George Keith, 4. Earl Marischal, gegründete College in der Broad Street. Es sollte ein protestantisches Gegengewicht zum katholischen King’s College in Old Aberdeen halten. Baubeginn der heutigen Anlage mit dem 72 m hohen Mitchell Tower war 1837. Die Pläne für den vierflügeligen Granitbau lieferte Archibald Simpson, für die 1890–1906 angefügte neogotische Westfront zeichnete A. Marshall MacKenzie verantwortlich. Marischal College gilt als das zweitgrößte Granitgebäude der Welt nach dem Escorial in der Nähe von Madrid. Das Museum informiert nicht nur über den Nordosten Schottlands, sondern besitzt auch anthropologische Sammlungen aus Ägypten, Nigeria, Papua-Neuguinea, Hawaii und Tibet.
- Provost Skene’s House: Das älteste Wohnhaus Aberdeens von 1545 wurde nach Sir George Skene of Rubislaw benannt, einem wohlhabenden Kaufmann. Er kam im Ostseehandel mit Danzig zu Vermögen und hatte 1676–1685 das Bürgermeisteramt inne. Heute zeigt hier das Städtische Museum prähistorische Funde und informiert über vergangene Epochen von Cromwell bis zur viktorianischen Ära.[14]
- Tolbooth: Eines der ältesten Gebäude Aberdeens und eines der ältesten und best erhaltenen Gefängnisse Schottlands. Die Spitze des Turms ist im Originalzustand aus den Jahren 1630/1706 erhalten. Heute ist der Turm ein Museum, welcher ein paar Exponate und das original Marktkreuz beherbergt.[15]
- Duthie Park, öffentlicher Park

### Museen und Galerien

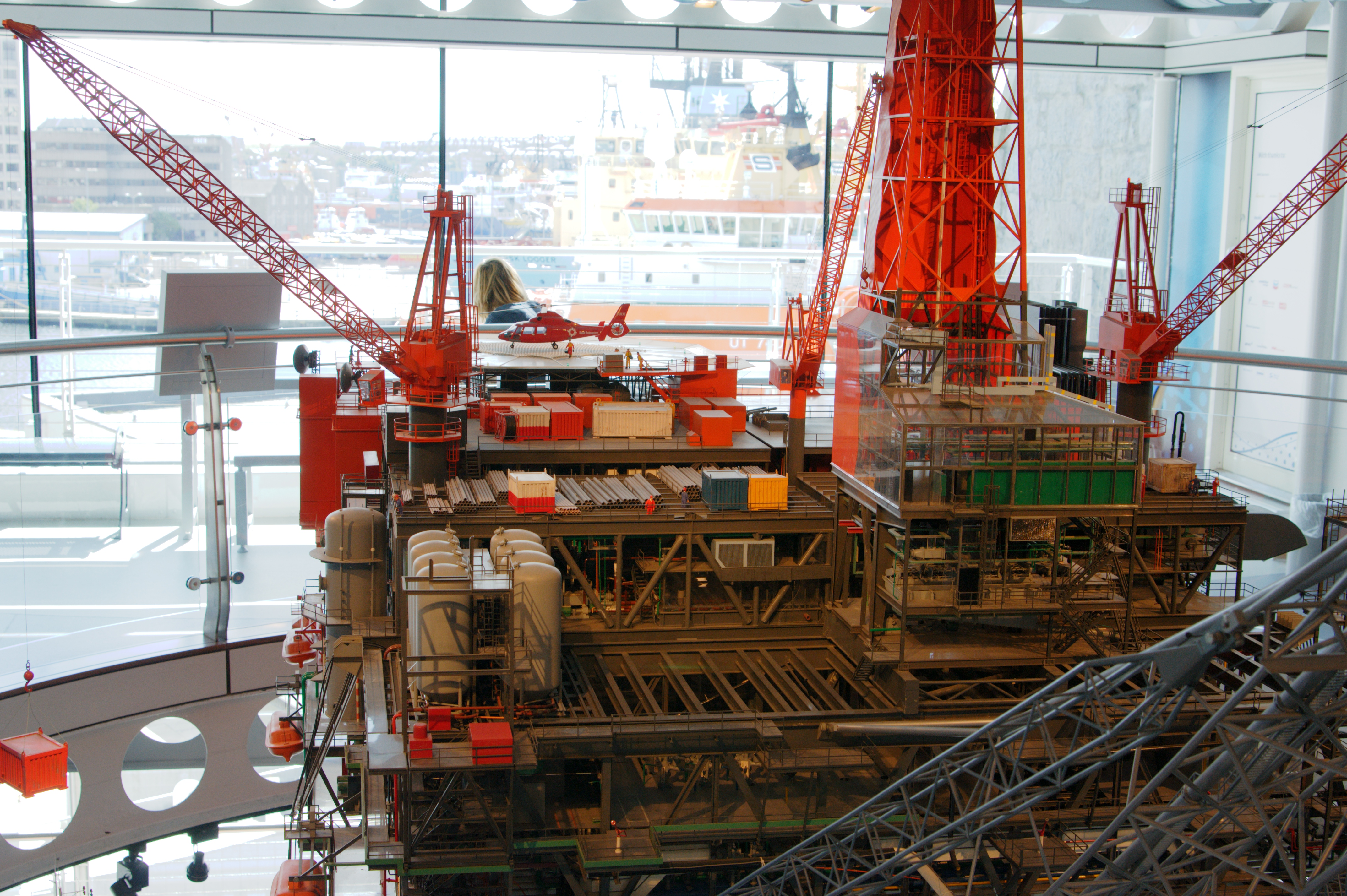
Modell der Murchison-Ölbohrplattform im Aberdeen Maritime Museum

- Maritime Museum: Das Meeresmuseum zeigt Exponate zur Geschichte des Hafens Aberdeen, der Seefahrt, der Fischerei und der Ölindustrie. Glanzstück der Ausstellung ist die maßstabs- und detailgetreue Nachbildung einer großen Ölbohrplattform, der Murchison-Plattform. Es erstreckt sich im vorderen Bereich des Gebäudes, einer Art verglastem Lichthof, über sämtliche Stockwerke. An den modernen Teil des Museums mit seiner Glasfassade schließt das 1593 erbaute Provost Ross's House an.[16] 1997 wurde das Museum als Scottish Museum of the Year ausgezeichnet, es gewann den höchsten Preis für Restauration der königlich-schottischen Architekten-Vereinigung (Royal institution of Architects in Scotland) und den schottischen Architekturpreis für erstklassige Gebäude (Best Building award).[17]
- Blairs Museum: Das Museum an der South Deeside Road im früheren Blairs College widmet sich der katholischen Kirchengeschichte Schottlands und dem tragischen Schicksal Maria Stuarts. Das nahe gelegene Maryculter ist der Märchenwelt gewidmet.[18]
- Tolbooth: Dieses kleine Gefängnis-Museum beherbergt einige Exponate über die Stadtgeschichte und Kriminalgeschichte Aberdeens.[15]
- Aberdeen Art Gallery: Die Kunstgalerie wurde 1884 gegründet und erhielt durch den Nachlass des Granithändlers Alexander Macdonald im Jahr 1900 großen Auftrieb.

### Hafen
Die Market Street führt hinunter zum Hafen von Aberdeen, der bis zum Victoria und Upper Dock auch großen Überseeschiffen genügend Tiefgang bietet. Am Ostende der Dockanlagen signalisieren große Tanks den wirtschaftlichen Stellenwert des Nordseeöls. Die Anfang des 19. Jahrhunderts erbauten Cottages von Footdee, aberdonisch Fittie, liefern ein Abbild vergangener Zeiten.

### Parks in Aberdeen

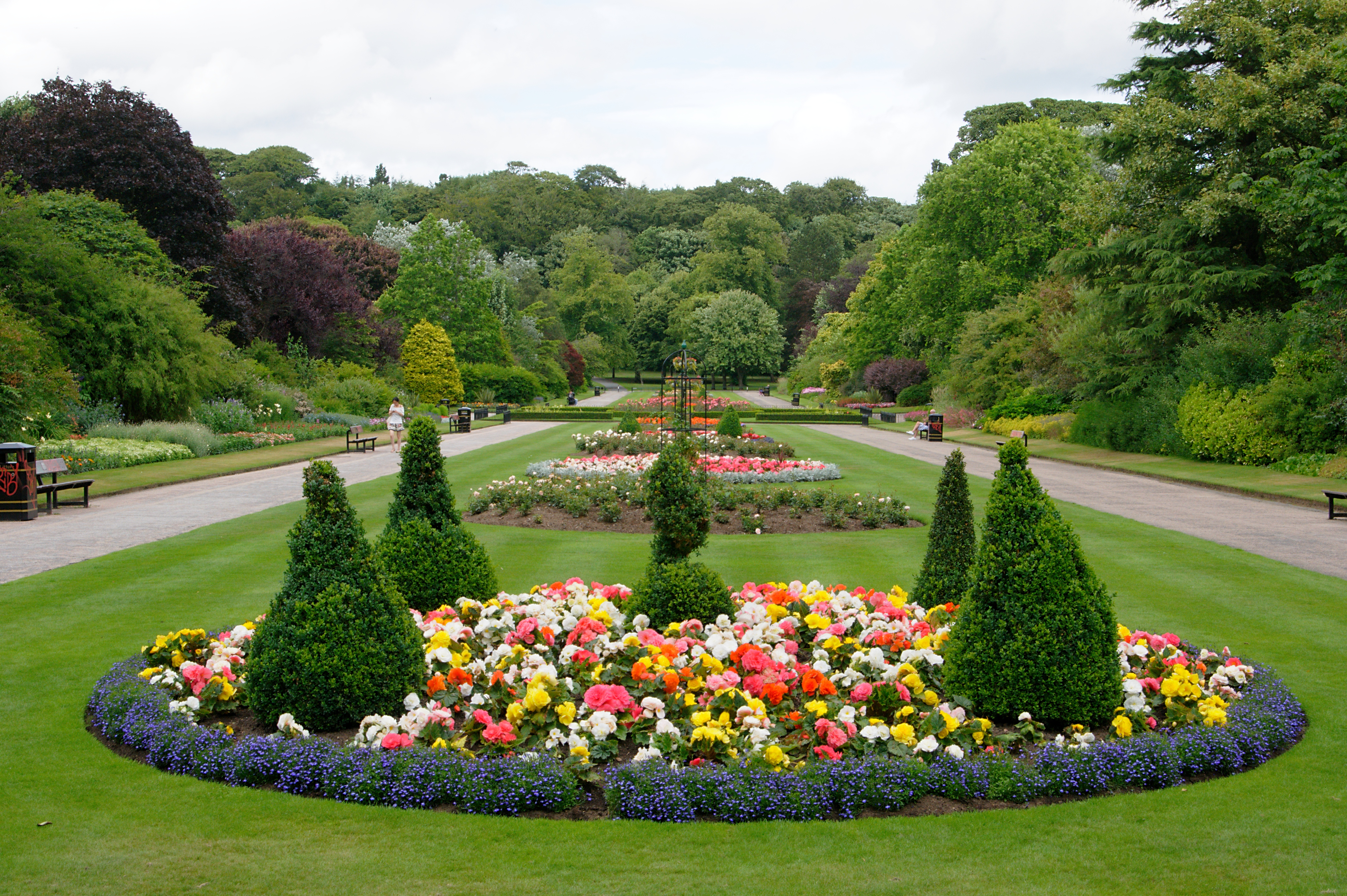
Seaton Park

- Duthie Park: Südlich des Hafens folgt dem Deeufer der Riverside Drive zum Duthie Park. Hier gibt es einen der größten Wintergärten Europas und Blumenanlagen, darunter ein Hügel allein für Rosen und ein Garten für Blinde.
- Victoria Park: In der Mitte des an der Watson Street gelegenen Parks befindet sich ein Brunnen, der aus 14 verschiedenen Granitsorten hergestellt wurde.
- Westburn Park: Dieser, dem Victoria Park gegenüberliegende, Park bietet vor allem Sportmöglichkeiten, wie Tennis- und Fußballplätze.
- Hazlehead Park: Aberdeens größte Grünanlage an der Groats Road; neben Azaleen und Rhododendren findet man einen Rosengarten, einen Irrgarten und drei Golfplätze. Auch der Reitclub Hayflied nutzt die Anlagen.
- Seaton Park: Der äußere Teil der Parkanlage am nördlichen Rand von Old Aberdeen besteht aus einem englischen Park mit großen Rasenflächen und einem lichten Baumbestand. Ein im Sommer mit bunter Blütenpracht glänzender Barockgarten leitet zum Hügel hin, auf dem sich die St.-Machars-Kathedrale und ihr Kirchhof befinden.

## Verwaltung und Politik
Aberdeen ist die historische Hauptstadt von Aberdeenshire. Neben Glasgow, Dundee und Edinburgh war Aberdeen seit 1899 eines der vier Counties of cities in Schottland. 1975 wurde Aberdeen zu einem District der Region Grampian und 1996 wurde die Stadt im Rahmen der Einführung einer einstufigen Verwaltungsstruktur zur Council Area „City of Aberdeen“. Aberdeen ist auch eine der Lieutenancy Areas von Schottland.
Der Aberdeen City Council besteht aus 45 Ratsvertretern unter Vorsitz des Lord Provost, dessen Position seit 2017 Barney Crockett innehat. Der Rat setzt sich seit den Kommunalwahlen 2017 wie folgt zusammen: 19 Räte der Scottish National Party (SNP), 11 Räte der Conservative Party, 9 Mitglieder der Labour Party, 3 Räte der Liberal Democrats sowie 3 unabhängige Räte.
Das Gebiet Aberdeens ist zu Wahlen zum House of Commons auf drei Wahlkreisen aufgeteilt: Aberdeen North, Aberdeen South, die ausschließlich Gebiete der City of Aberdeen abbilden, sowie einem kleinen Teil des Wahlkreises Gordon.
Bei Wahlen zum schottischen Parlament ist die Fläche auf drei Wahlkreise verteilt: Aberdeen Central, Aberdeen Donside sowie einem Teil von Aberdeen South and North Kincardine.

### Stadtrat
- SLP: 9
- SNP: 19
- Unabh.: 3
- SLD: 3
- SCP: 11

- SLP: 11
- SNP: 19
- Unabh.: 4
- SLD: 4
- SCP: 7

- SLP: 20
- SNP: 38
- Unabh.: 7
- SLD: 7
- SCP: 18

## Verkehr und Infrastruktur

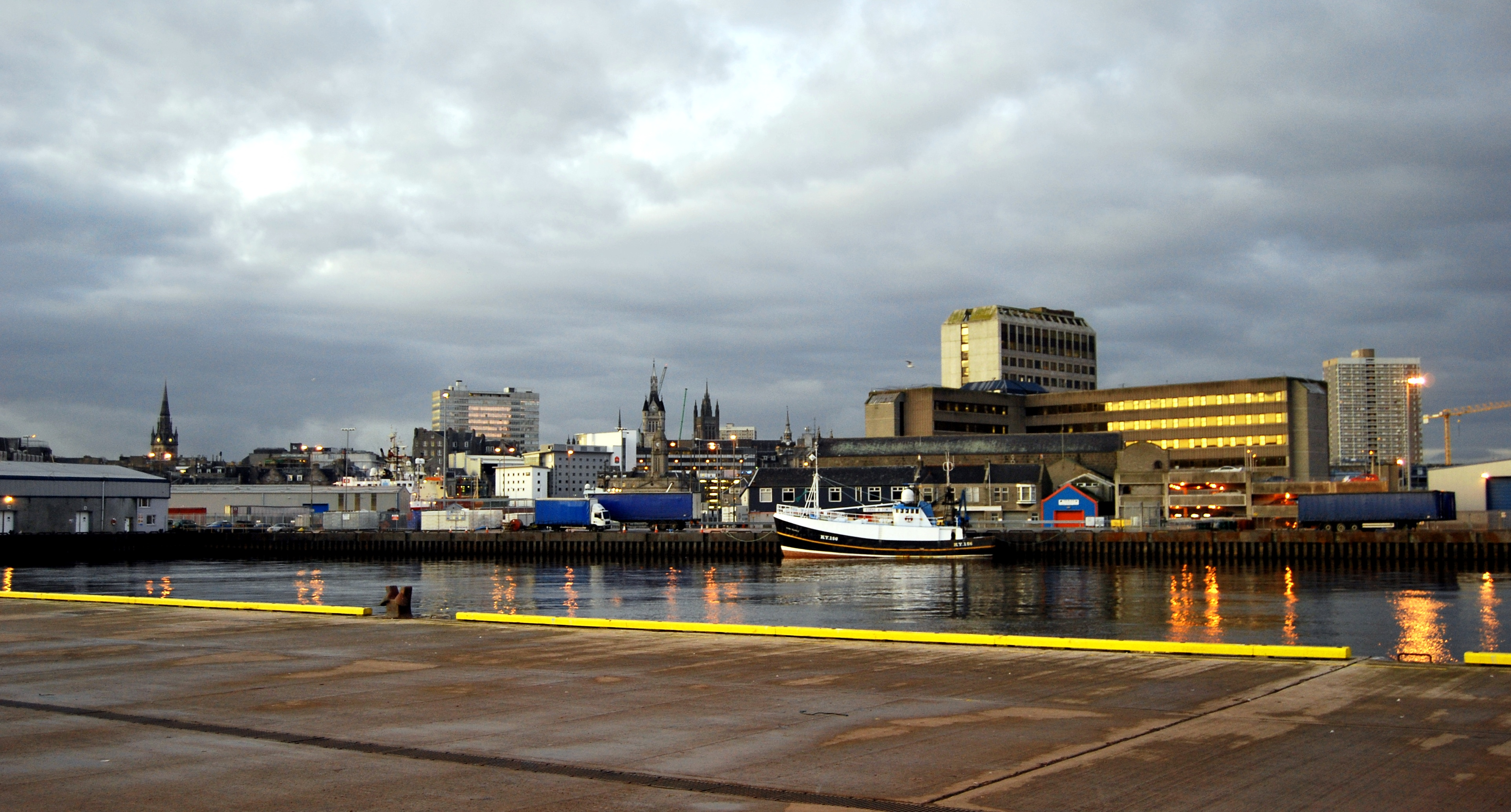
Hafen Aberdeen

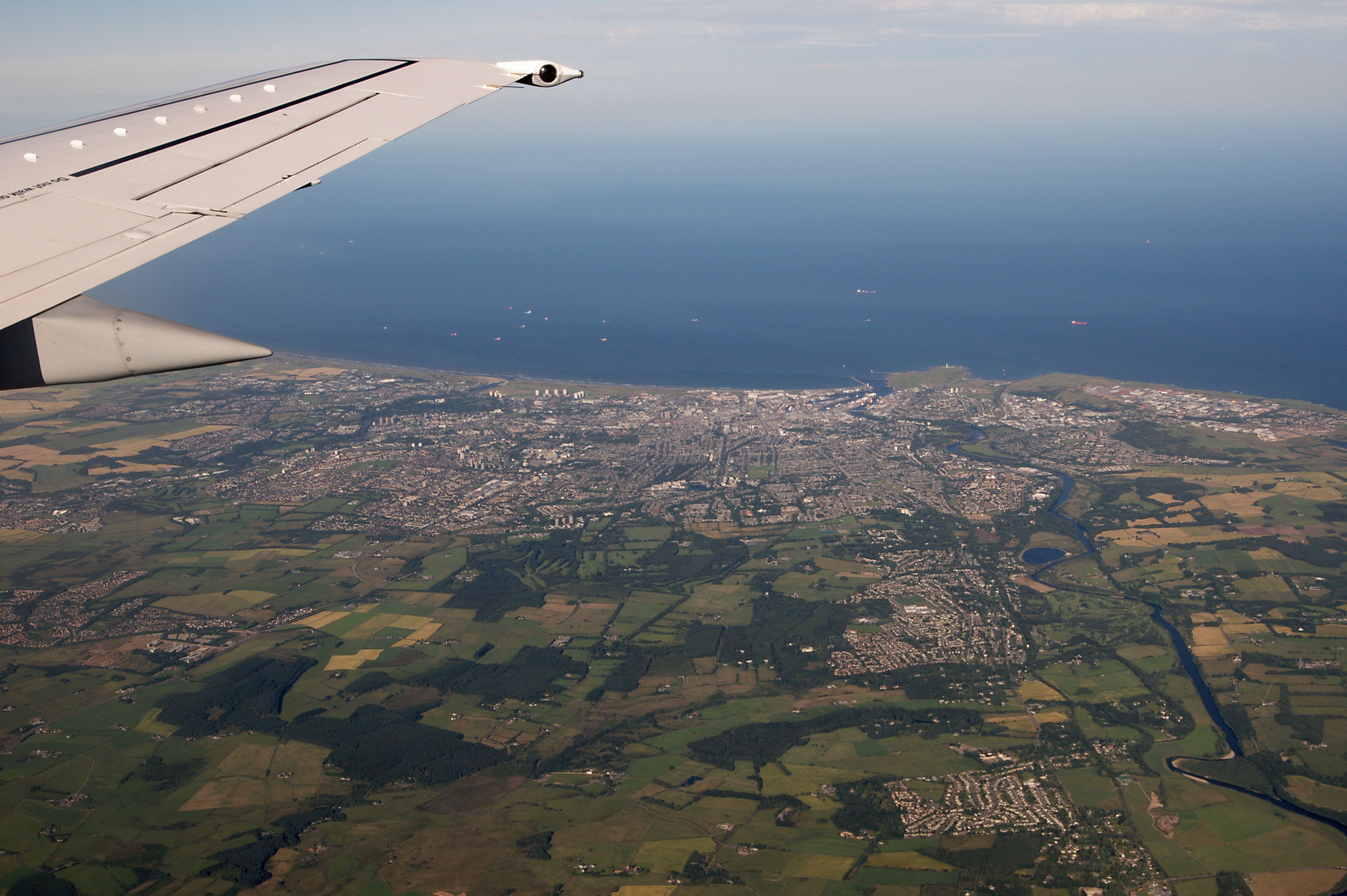
Anflug auf Aberdeen, rechts der Dee, links oben der Don

- Aberdeen ist das wichtigste Zentrum im äußersten Norden Großbritanniens und wichtige Seehafenstadt an der Nordsee. Aberdeen gilt als Ölhauptstadt Europas.[20]
- Der Flughafen Aberdeen (ABZ), in Dyce im Norden der Stadt, bietet eine Reihe von nationalen und internationalen Zielen, darunter Frankreich, die Niederlande, Spanien, Belgien, Österreich, Irland und den skandinavischen Ländern.
- Der Heliport, der der Ölindustrie und für Rettungsdienste dient, ist einer der meistbesuchten Heliports in der Welt. Etwas mehr als eine Stunde dauert der Flug von London bis zu Aberdeens modernem Dyce-Airport, 9,6 km nordwestlich der Stadt, es gibt eine Anbindung per Shuttlebus.
- Der Bahnhof Aberdeen liegt an den Bahnstrecken Edinburgh–Aberdeen und Aberdeen–Inverness. Über Edinburgh kann eine der Hauptstrecken des britischen Eisenbahnsystems erreicht werden, die East Coast Main Line. Auf diesem Wege gibt es direkte Verbindungen in Großstädte wie Glasgow und London. Des Weiteren wird der Bahnhof vom Caledonian Sleeper, einem der letzten britischen Nachtzüge, angefahren.
- Es gibt sechs Hauptverkehrsstraßen in die und aus der Stadt. Die A90 ist die wichtigste Nord-Süd-Verkehrsachse und verbindet Aberdeen mit Edinburgh, Dundee, Brechin und Perth im Süden, sowie Ellon, Peterhead und Fraserburgh im Norden. Die A96 führt nach Elgin und Inverness im Norden und Westen. Die A93 ist die wichtigste Route nach Westen in Richtung Royal Deeside and Cairngorm. Die A944 führt auch nach Westen durch Westhill und Alford. Die A92 war vor dem Bau der A90 die ursprüngliche Straße nach Süden, sie dient heute als touristische Route. Die A947 verlässt die Stadt am Dyce und führt in Richtung Newmachar, Oldmeldrum und Turriff schließlich nach Macduff.
- Der Hafen Aberdeen ist der größte im Norden von Schottland. Der Jamieson’s Quay ist Ausgangspunkt für die von NorthLink Ferries betriebene Fährlinie zu den Orkney- und Shetland-Inseln.[3]
- Das Unternehmen FirstGroup betreibt die Stadtbusse in der Stadt unter dem Namen First Aberdeen, als Nachfolger der Gesellschaften Grampian Regional Transport (BRT) und Aberdeen Corporation Tramways (Straßenbahn). Die Stagecoach Group unterhält auch Buslinien in Aberdeen und Aberdeenshire, unter dem Namen Stagecoach Bluebird. Auch andere Busunternehmen (z. B.: Megabus, Citylink) bedienen den Norden und Süden der Stadt.

## Wirtschaft

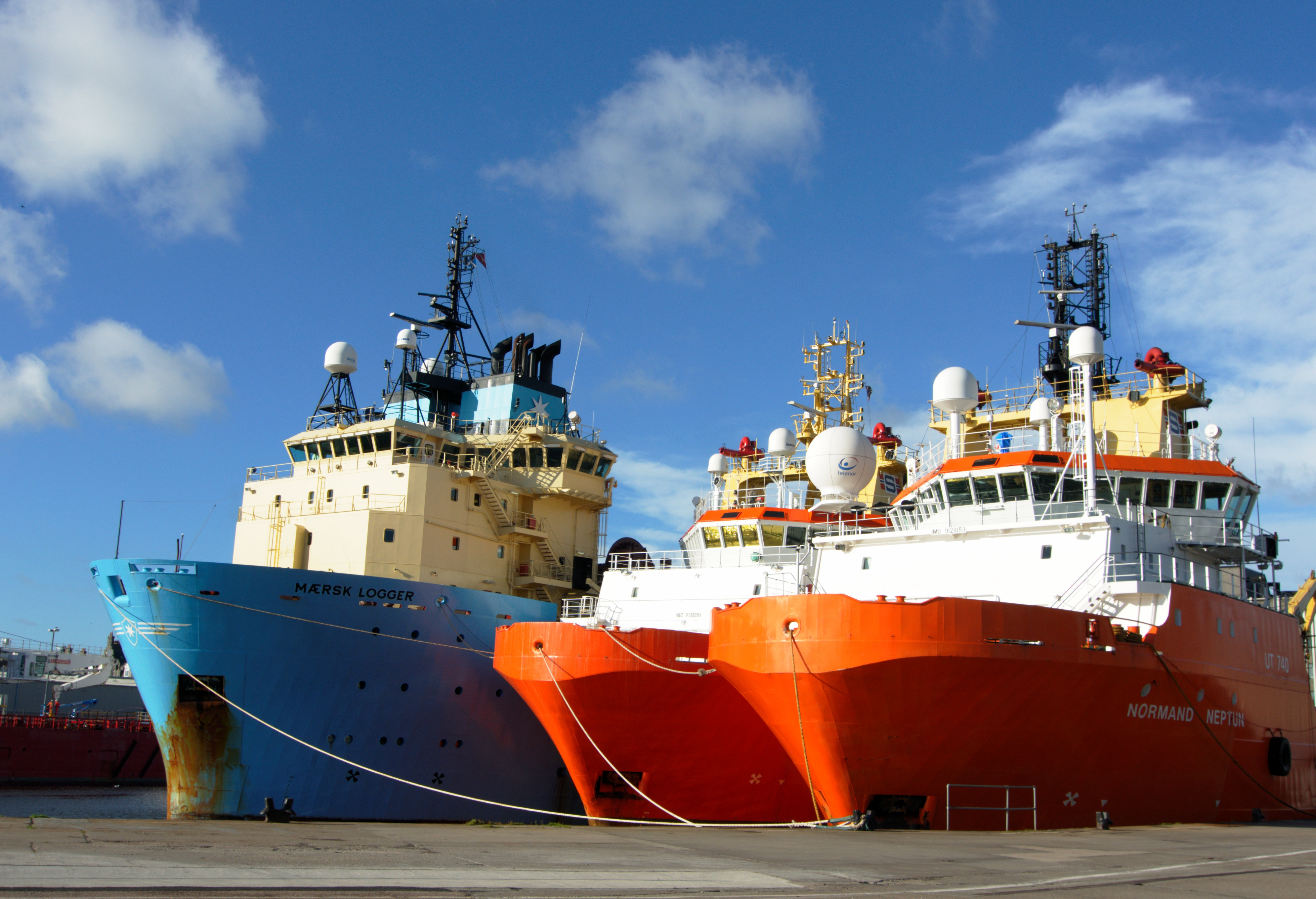
Schlepp- und Versorgungsschiffe im Hafen

Traditionell gab es in Aberdeen Fischfang, Textilfabriken, Schiffbau (Werften) und Papierindustrie. Diese Branchen erlebten einen Niedergang.
Die Textilproduktion endete 2004 mit der Schließung der Firma Richards.
Grauer Granit wurde im Rubislaw Steinbruch für mehr als 300 Jahre abgebaut und für den Einbau von Pflastersteinen, Bordsteinen und Bausteine verwendet. So wurde Aberdeen Granite zum Bau der Terrassen der Houses of Parliament und der Waterloo Bridge in London genutzt. Die Granitgewinnung wurde im Jahr 1971 eingestellt.
Mit der Entdeckung von bedeutenden Ölvorkommen in der Nordsee gegen Ende des zwanzigsten Jahrhunderts wurde Aberdeen zum Zentrum der Erdölindustrie in Europa. Mit einem der größten Heliports der Welt werden die Bohrinseln vor der Küste bedient; Aberdeen wird oft als die Ölhauptstadt Europas bezeichnet. 2008 erlebte der Ölpreis einen historischen Höchststand; danach fiel er. Im zweiten Halbjahr 2014 fiel er etwa um die Hälfte.
Aberdeen gilt als Einkaufsmetropole im nördlichen Schottland. Die 'Union Street' mit den großen Einkaufszentren St Nicholas & Bon Accord und The Mall Aberdeen ist eine bekannte Einkaufsstraße. In der 'George Street' gibt es zahlreiche indische Läden und Charity Shops. 2009 wurde am Bahnhof ein neues großes Einkaufszentrum namens UnionSquare eröffnet.

### Ansässige Unternehmen
- Aberdeen Asset Management
- Dräger Safety
- First Group
- Wood Group

## Bildung
In Aberdeen gibt es zwei Universitäten, die University of Aberdeen sowie die Robert Gordon University. Die University of Aberdeen wurde 1495 gegründet und ist damit die drittälteste Universität in Schottland und die fünftälteste im Vereinigten Königreich.
Außerdem gibt es Schulen für Chemie und Ackerbau, eine Kunstschule, theologische Schulen der schottischen Freikirche und der Katholiken und zwei Gymnasien.

## Sport
Im Aberdeen Exhibition and Conference Centre wurden als wichtige Ranglistenturniere im Snooker 1997 die International Open, von 1998 bis 2002 die Scottish Open sowie 2006 und 2007 der Grand Prix ausgetragen.

## Wissenswertes
Um den häuslichen Energieverbrauch bis 2007 um 31 % gegenüber den Werten von 1997 zu senken, ergriff die Stadt Aberdeen die ungewöhnliche Maßnahme, von einem Flugzeug aus Thermalbilder von allen Gebäuden der Stadt zu machen, um daraus zu erkennen, welche Häuser durch mangelhafte Isolierung von Wänden, Fenstern, Dächern oder Warmwassertanks Energie durch Wärmeverlust verschwenden. Die aufgrund der Daten aus dem Jahr 2001 erstellte Karte ist im Internet kostenfrei einzusehen. Ziel ist es Hauseigentümer und die städtischen Behörden zu informieren, in welchen Bereichen Energiekosten und damit auch die Abgabe von Treibhausabgasen gesenkt werden können.
Der Strand von Aberdeen war durch Abfälle aus der Ölindustrie radioaktiv kontaminiert und wurde im Sommer 2005 deshalb gesperrt.
In einer Rangliste der Städte nach ihrer Lebensqualität belegte Aberdeen im Jahre 2023 den 49. Platz unter 241 untersuchten Städten weltweit.

## Partnerstädte
Aberdeen unterhält Beziehungen mit folgenden vier Partnerstädten:
- Regensburg, Deutschland, seit 1955
- Clermont-Ferrand, Frankreich, seit 1983
- Bulawayo, Simbabwe, seit 1986
- Stavanger, Norwegen, seit 1990

Aberdeen hat seine seit 1990 bestehende Partnerschaft zur belarussischen Stadt Homel im März 2022 beendet.

## Persönlichkeiten
Söhne und Töchter der Stadt:
- John Abell (1652–1724), Komponist
- Richard Alexander (1934–2008), Politiker der Conservative Party
- James Anderson (1678–1739), Pfarrer, Freimaurer
- Alexander Bain (1818–1903), Philosoph und Pädagoge
- Noelle Barker(1928–2013), Sängerin und Gesangspädagogin
- Linda Bartoshuk (* 1938), Psychologin und Hochschullehrerin
- Alfie Bavidge (* 2006), Fußballspieler
- Ian Black (* 1941), Schwimmer
- Scott Booth (* 1971), Fußballspieler
- Martin Buchan (* 1949), Fußballspieler
- Howard Burns (1939–2025), Architekturhistoriker
- Arthur Butler Phillips Mee (1860–1926), Journalist, Herausgeber und Amateurastronom
- Alexander Milne Calder (1846–1923), schottisch-amerikanischer Bildhauer
- George Campbell (1719–1796), Philosoph
- David Carry (* 1981), Schwimmer
- Oswald Chambers (1874–1917), Baptistenprediger
- James Clapperton (* 1968), Pianist und Komponist
- Robert Clark (1882–1950), Zoologe und Polarforscher
- Zoey Clark (* 1994), Sprinterin
- Ninian Comper (1864–1960), Architekt und Designer
- Andrew Considine (* 1987), Fußballspieler
- James Maxwell Ross Cormack (1909–1975), Klassischer Philologe und Epigraphiker
- Rachel Corsie (* 1989), Fußballspielerin
- Matthew Cross (* 1992), Cricketspieler
- Chris Cusiter (* 1982), Rugby-Union-Nationalspieler
- Anneliese Dodds (* 1978), Politikerin
- James Donald (1917–1993), Schauspieler
- David Alexander Dyker (1944–2018), Wirtschaftswissenschaftler, Historiker und Hochschullehrer
- John Esslemont (1874–1925), Bahai
- Alexander Ewing (1814–1873), Theologe und anglikanischer Bischof
- Neil Fachie (* 1984), Behindertensportler
- David Florence (* 1982), Kanuslalomfahrer im Einer-Canadier
- James Staats Forbes (1823–1904), Manager und Kunstsammler
- Susan Fraser (* 1966), Hockeyspielerin
- Andrew Thomas Gage (1871–1945), Botaniker
- Mary Garden (1874–1967), Opernsängerin (Sopran)
- James Gibbs (1682–1754), Architekt
- David Gill (1843–1914), Astronom
- John Grant (1949–2020), Schriftsteller und Autor
- Nicky Grant (* 1976), Fußballspielerin
- David Gregory (1659–1708), Mathematiker
- Jimmy Hastings (1938–2024), Jazzmusiker
- Stuart Holden (* 1985), Fußballspieler
- Ryan Jack (* 1992), Fußballspieler
- George Jamesone (1587–1644), Maler
- Arthur Berriedale Keith (1879–1944), Dozent
- Sophie Kennedy Clark (* 1990), Schauspielerin
- Ben Kilner (* 1988), Snowboarder
- Denis Law (1940–2025), Fußballspieler
- Paul Lawrie (* 1969), Profigolfer
- Michael Leask (* 1994), Cricketspieler
- Annie Lennox (* 1954), Popstar, Sängerin der Eurythmics
- Rose Leslie (* 1987), Schauspielerin
- Iain Levison (* 1963), Schriftsteller
- Michael Lynch (* 1946), Historiker
- William MacGillivray (1796–1852), Naturforscher und Ornithologe
- Alexander Mackenzie Stuart, Baron Mackenzie-Stuart (1924–2000), Jurist und Präsident des Europäischen Gerichtshofs
- Francis Masson (1741–1805), Botaniker und Pflanzenjäger
- Karen McCombie (* 1963), Kinder- und Jugendbuchautorin
- Stewart McKimmie (* 1962), Fußballspieler
- Jack Milne (* 2003), Fußballspieler
- Lisa Milne (* 1971), Sopranistin
- Maximillian Milne (* 2000), Sportkletterer
- Nanette Milne (* 1942), Politikerin
- Willie Moir (1922–1988), Fußballspieler
- Robert Morison (1620–1683), Botaniker und Arzt
- George Nares (1831–1915), Admiral und Polarforscher
- Scott Neyedli (* 1978), Triathlet
- Luke Patience (* 1986), Regattasegler
- Robert Pugh (* 1950), Schauspieler und Drehbuchautor
- Nora Radcliffe (* 1946), Politikerin
- Calvin Ramsay (* 2003), Fußballspieler
- David Rintoul (* 1948), Schauspieler
- Jeannie Robertson (1908–1975), Folk-Sängerin
- Barry Robson (* 1978), Fußballspieler
- Sebastian Rochford (* 1973), Jazz- und Crossover-Musiker
- Finn Ross (* 1982), Videodesigner
- Jonathan Rowson (* 1977), Schachspieler
- Emeli Sandé (* 1987), Sängerin
- Charles Sangster (1872–1935), Erfinder, Unternehmer
- Harrison Sharp (* 2001), Fußballtorhüter
- Michael Sheard (1938–2005), Schauspieler
- Graeme Shinnie (* 1991), Fußballspieler
- Archibald Simpson (1790–1847), Architekt
- Harry Souttar (* 1998), Fußballspieler
- John Souttar (* 1996), Fußballspieler
- Nicol Stephen, Baron Stephen (* 1960), Jurist und Politiker
- Jeff Stewart (* 1955), Schauspieler
- Stewart Sutherland, Baron Sutherland of Houndwood (1941–2018), Akademiker, Professor, Staatsdiener und ab 2001 Mitglied des House of Lords
- Lindsay Symon (1929–2019), Neurochirurg
- Olwen Thorn (* 1984), Skilangläuferin und Biathletin
- Alex Tilley (* 1993), Skirennläuferin
- Stuart Tosh (* 1951), Musiker
- Doris Trueman (* 1953), Skilangläuferin
- Patrick Walliser (* 1951), Schweizer Musiker und Hochschullehrer
- Maureen Watt (* 1951), Politikerin
- John Watt Beattie (1859–1930), Fotograf und Antiquar
- Vincent Winter (1947–1998), Schauspieler
- Ron Yeats (1937–2024), Fußballspieler
- Mary Helen Young (1883–1945), Krankenpflegerin und Widerstandskämpferin im Zweiten Weltkrieg

## Klimatabelle
|                       | Jan | Feb | Mär | Apr  | Mai  | Jun  | Jul  | Aug  | Sep  | Okt  | Nov | Dez |   |      |
| Mittl. Tagesmax. (°C) | 5,1 | 5,6 | 7,5 | 10,2 | 12,7 | 15,9 | 17,6 | 17,2 | 15,2 | 11,7 | 8,3 | 6,2 | ⌀ | 11,1 |
| Mittl. Tagesmin. (°C) | 0,0 | 0,2 | 1,5 | 2,9  | 5,1  | 7,8  | 9,9  | 9,6  | 8,1  | 5,6  | 3,1 | 1,4 | ⌀ | 4,6  |
|                       |     |     |     |      |      |      |      |      |      |      |     |     |   |      |
| Niederschlag (mm)     | 80  | 52  | 61  | 53   | 59   | 53   | 61   | 75   | 68   | 87   | 75  | 73  | Σ | 797  |
|                       |     |     |     |      |      |      |      |      |      |      |     |     |   |      |
| Sonnenstunden (h/d)   | 1,7 | 2,6 | 3,6 | 4,9  | 5,7  | 5,8  | 5,1  | 4,9  | 3,9  | 3,0  | 2,1 | 1,4 | ⌀ | 3,7  |
|                       |     |     |     |      |      |      |      |      |      |      |     |     |   |      |
| Regentage (d)         | 13  | 10  | 12  | 11   | 11   | 9    | 10   | 11   | 11   | 12   | 12  | 12  | Σ | 134  |
|                       |     |     |     |      |      |      |      |      |      |      |     |     |   |      |
| Luftfeuchtigkeit (%)  | 84  | 83  | 81  | 80   | 80   | 81   | 81   | 82   | 82   | 85   | 84  | 84  | ⌀ | 82,2 |

| 0,0 |

| 0,2 |

| 1,5 |

| 2,9 |

| 5,1 |

| 7,8 |

| 9,9 |

| 9,6 |

| 8,1 |

| 5,6 |

| 3,1 |

| 1,4 |

| 0,0 |

| 0,2 |

| 1,5 |

| 2,9 |

| 5,1 |

| 7,8 |

| 9,9 |

| 9,6 |

| 8,1 |

| 5,6 |

| 3,1 |

| 1,4 |